# Бакли (Флинтшир)
Ба́кли (англ. Buckley, валл. Bwcle) — город в историческом и современном графстве Флинтшир, на северо-востоке Уэльса. Второй по численности населения город Флинтшира. По переписи 2011 года население составляет 15 665 человек.
Первые документальные свидетельства его существования датируются 1294 годом. В XVII—XIX веках город развивался как промышленный центр по производству керамики и добыче угля. К началу XIX века в городе было 14 гончарных мастерских.

## Известные уроженцы, жители
Черри Ди (род. 1987) — британская фотомодель.